# پوپیتا
پوپیتا (به لاتین: Poppitiya) یک منطقهٔ مسکونی در سری‌لانکا است که در استان مرکزی (سری‌لانکا) واقع شده‌است.